# Могилів-Подільський провулок
Могилів-Подільський прову́лок — провулок у Подільському районі міста Києва, місцевість Біличе поле. Пролягає від Зоряної вулиці до кінця забудови.
Є однією з найкоротших вулиць Києва.

## Історія
Провулок виник у 50-ті роки XX століття під назвою 113-та Нова вулиця, з 1953 року — Зоряний провулок (фактично використовувалася попередня назва). 1955 року отримав назву провулок Бурденка, на честь російського нейрохірурга Миколи Бурденка.
Сучасна назва на честь міста Могилів-Подільський — з 2022 року.

## Меморіальні та анотаційні дошки
На фасаді будинку № 2 встановлено гранітну анотаційну дошку на честь Миколи Бурденка, чиїм ім'ям названий провулок. У тексті на анотаційній дошці провулок названий вулицею Бурденка.